# Prince/Konzerte und Tourneen

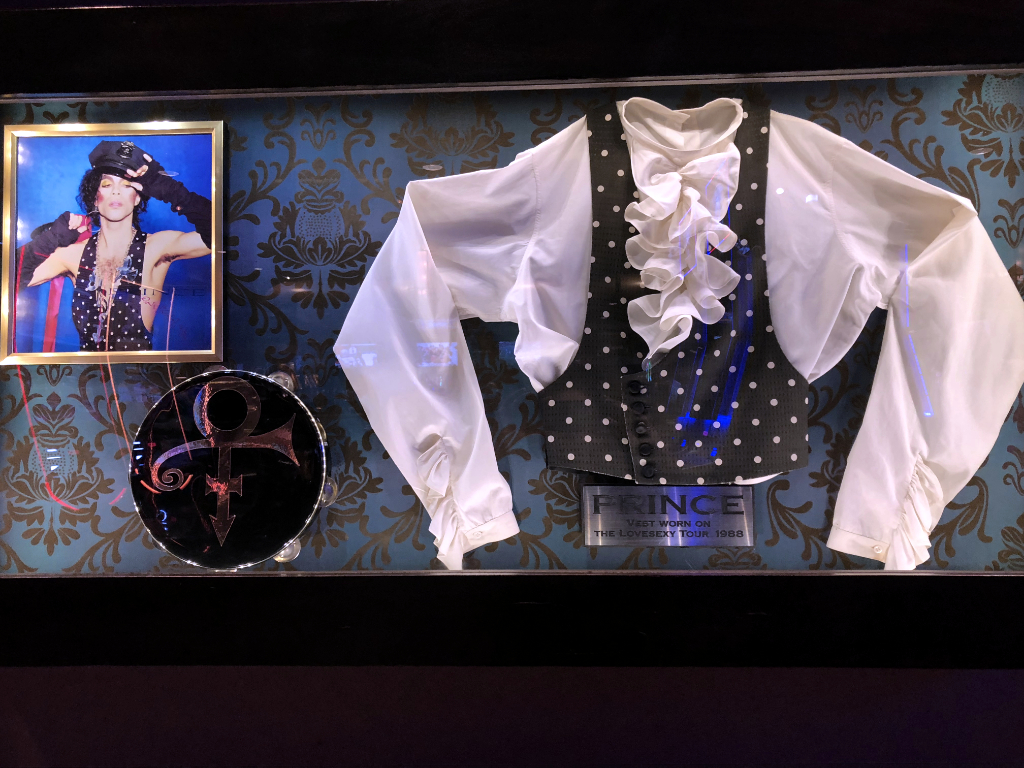
Eines von Prince’ Outfits während seiner Lovesexy-Tour 1988–1989

Diese Seite listet alle Tourneen des US-amerikanischen Musikers Prince seit seinem Konzertdebüt am 26. November 1979 im The Roxy am Sunset Strip in West Hollywood bis zu seinem letzten Konzert am 14. April 2016 im Fox Theatre in Atlanta in Georgia auf. Er spielte in seiner Karriere 32 Tourneen und gab dabei 1.218 Livekonzerte. Davon fanden 769 Konzerte in den USA und 329 in Europa statt. 1980 trat Prince für 39 Konzerte als Vorgruppe von Rick James auf und 2006 war er Bandmitglied bei seiner damaligen Protegé Támar Davis, die er für insgesamt 13 Konzerte unterstützte.
Aftershows, also Konzerte, die Prince nach Mitternacht nach einem regulären Konzert absolvierte, sind in der Tabelle nicht aufgeführt. Auch TV-Auftritte oder sonstige Liveauftritte sind nicht berücksichtigt, sondern nur Konzerte, die er im Rahmen einer Tournee spielte.

## Tourneen
| Jahr      | Titel                                                                          | Zeitraum                                                                                               | Anzahl der Auftritte               |
| --------- | ------------------------------------------------------------------------------ | --- | ---------------------------------- |
| 1979–1980 | Prince-Tour                                                                    | 26. November 1979 – 17. Februar 1980                                                                   | 16 ( 16)                           |
| 1980      | Fire-It-Up-Tour von Rick James Vorgruppe: Prince                               | 22. Februar 1980 – 3. Mai 1980                                                                         | 39 ( 39)                           |
| 1980–1981 | Dirty-Mind-Tour                                                                | 4. Dezember 1980 – 6. April 1981                                                                       | 30 ( 30)                           |
| 1981–1982 | Controversy-Tour                                                               | 20. November 1981 – 14. März 1982                                                                      | 61 ( 61)                           |
| 1982–1983 | 1999-Tour                                                                      | 11. November 1982 – 10. April 1983                                                                     | 88 ( 88)                           |
| 1984–1985 | Purple-Rain-Tour                                                               | 4. November 1984 – 7. April 1985                                                                       | 98 ( 96, 2)                        |
| 1986      | Parade-Tour                                                                    | 12. August 1986 – 9. September 1986                                                                    | 19 ( 5, 4, 3, 1, 1)                |
| 1987      | Sign-o’-the-Times-Tour                                                         | 8. Mai 1987 – 29. Juni 1987                                                                            | 34 ( 9, 7, 4, 3, 2, 1)             |
| 1988–1989 | Lovesexy-Tour                                                                  | 9. Juli 1988 – 13. Februar 1989                                                                        | 77 ( 36, 9, 8, 5, 4, 3, 2, 1, 1)   |
| 1990      | Nude-Tour                                                                      | 2. Juni 1990 – 10. September 1990                                                                      | 56 ( 21, 9, 5, 3, 2, 1, 1)         |
| 1992      | Diamonds-and-Pearls-Tour                                                       | 3. April 1992 – 12. Juli 1992                                                                          | 50 ( 14, 11, 9, 6, 4, 3, 1, 1)     |
| 1993      | Act-I-Show Act-II-Show                                                         | 8. März 1993 – 17. April 1993 26. Juli 1993 – 7. September 1993                                        | 25 ( 23, 2) 27 ( 6, 5, 4, 2, 1, 1) |
| 1995      | The Ultimate Live Experience                                                   | 3. März 1995 – 30. März 1995                                                                           | 20 ( 13, 2, 1)                     |
| 1996      | Japan ′96                                                                      | 8. Januar 1996 – 20. Januar 1996                                                                       | 7 ( 7)                             |
| 1997      | Love-4-One-Another-Charities-Tour                                              | 7. Januar 1997 – 28. Juni 1997                                                                         | 21 ( 19, 2)                        |
| 1997–1998 | Jam-of-the-Year-Tour                                                           | 21. Juli 1997 – 22. Januar 1998                                                                        | 65 ( 63, 2)                        |
| 1998      | Newpower-Soul-Tour Newpower-Soul-Festival-Tour                                 | 20. April 1998 – 28. August 1998 23. September 1998 – 28. Dezember 1998                                | 17 ( 8, 2, 1, 1) 15 ( 6, 3, 1, 1)  |
| 2000      | Hit-N-Run-Tour                                                                 | 7. November 2000 – 9. Dezember 2000                                                                    | 20 ( 20)                           |
| 2001      | Hit-N-Run-Tour 2001 A Celebration                                              | 14. April 2001 – 6. Mai 2001 15. Juni 2001 – 28. Juni 2001                                             | 13 ( 13) 6 ( 6)                    |
| 2002      | One-Nite-Alone-Tour                                                            | 1. März 2002 – 29. November 2002                                                                       | 64 ( 26, 9, 5, 4, 2, 1, 1)         |
| 2003      | World Tour 2003                                                                | 17. Oktober 2003 – 19. Dezember 2003                                                                   | 8 ( 5, 2, 1)                       |
| 2004      | Musicology Live 2004ever                                                       | 27. März 2004 – 11. September 2004                                                                     | 89 ( 87, 2)                        |
| 2006      | Támar-Tour Bandmitglied: Prince (Gitarre und Gesang)                           | 20. Januar 2006 – 18. März 2006                                                                        | 13 ( 13)                           |
| 2006–2007 | Per4ming Live 3121 in Las Vegas                                                | 11. November 2006 – 29. April 2007                                                                     | 40 ( 40)                           |
| 2007      | 21 Nights in London: The Earth-Tour                                            | 1. August 2007 – 21. September 2007                                                                    | 21 ( 21)                           |
| 2010      | Prince-20Ten-Tour Prince-Live-2010                                             | 4. Juli 2010 – 25. Juli 2010 18. Oktober 2010 – 18. November 2010                                      | 7 ( 2, 1, 1) 7 ( 2, 1, 1)          |
| 2010–2011 | Welcome-2-America-Tour Welcome-2-America: Euro-Tour 2011 Welcome-2-Canada-Tour | 15. Dezember 2010 – 29. Mai 2011 30. Juni 2011 – 17. August 2011 25. November 2011 – 17. Dezember 2011 | 33 ( 33) 21 ( 4, 2, 1, 1) 11 ( 11) |
| 2012      | Welcome-2-Australia-Tour                                                       | 11. Mai 2012 – 30. Mai 2012                                                                            | 8 ( 8)                             |
| 2013      | Live-Out-Loud-Tour                                                             | 15. April 2013 – 25. Mai 2013 (Pro Tag haben zwei Konzerte stattgefunden)                              | 34 ( 30, 4)                        |
| 2014      | Hit-and-Run-Tour-2014 Hit-and-Run-Part-II                                      | 5. Februar 2014 – 22. Februar 2014 15. Mai 2014 – 7. Juni 2014                                         | 11 ( 11) 13 ( 7, 2, 1, 1)          |
| 2015      | Hit-and-Run-Tour-2015                                                          | 2. Februar 2015 – 14. Juni 2015                                                                        | 14 ( 9, 3, 1, 1)                   |
| 2016      | Piano & A Microphone 2016                                                      | 16. Februar 2016 – 14. April 2016 (Pro Tag haben meist zwei Konzerte stattgefunden)                    | 20 ( 9, 5, 4, 2)                   |
| 1979–2016 | Tourneen insgesamt: 32                                                         | 26. November 1979 – 14. April 2016                                                                     | Konzerte insgesamt: 1.218          |

## Livekonzerte
Die Liste beinhaltet alle Länder, in denen Prince im Rahmen einer Tournee von 1979 bis 2016 mindestens ein Livekonzert absolvierte.
| Australien                   | 36  |
| Belgien                      | 15  |
| Volksrepublik China          | 1   |
| Dänemark                     | 11  |
| Deutschland                  | 52  |
| Finnland                     | 1   |
| Frankreich                   | 24  |
| Irland                       | 6   |
| Italien                      | 15  |
| Japan                        | 37  |
| Kanada                       | 43  |
| Luxemburg                    | 1   |
| Neuseeland                   | 2   |
| Niederlande                  | 36  |
| Norwegen                     | 6   |
| Österreich                   | 5   |
| Polen                        | 1   |
| Portugal                     | 3   |
| Schottland                   | 5   |
| Schweden                     | 15  |
| Schweiz                      | 9   |
| Spanien                      | 14  |
| Ungarn                       | 1   |
| Vereinigte Arabische Emirate | 1   |
| Vereinigtes Königreich       | 109 |
| Vereinigte Staaten           | 769 |
| Gesamt: 1.218                |     |